# Pézenas
Pézenas (okcitansko Pesenàs) je naselje in občina v južnem francoskem departmaju Hérault regije Languedoc-Roussillon. Leta 2009 je naselje imelo 8.345 prebivalcev.

## Geografija
Naselje leži v pokrajini Languedoc ob reki Hérault in njenem levem pritoku Peyne, 23 km severovzhodno od Béziersa, 46 km jugozahodno od Montpelliera.

## Uprava
Pézenas je sedež istoimenskega kantona, v katerega so poleg njegove vključene še občine Caux, Nézignan-l'Évêque, Saint-Thibéry in Tourbes s 16.089 prebivalci.
Kanton Pézenas je sestavni del okrožja Béziers.

## Zanimivosti
- Kolegial sv. Janeza iz 18. stoletja,
- romanska cerkev Saint-Jean-de-Bébian,
- cerkev sv. Uršule iz 17. stoletja,
- mestna vrata Porte de Faugères,
- Molièrov spomenik,
- muzej mestne zgodovine musée de Vulliod Saint-Germain.

## Osebnosti
- Paul Vidal de la Blache (1845-1918), geograf, oče francoske sodobne geografije;

## Pobratena mesta
- Market Drayton (Anglija, Združeno kraljestvo);